# Desi
Desi (ou às vezes Deshi) é um termo usado pelas pessoas que vivem ou são originários do subcontinente indiano (ou Ásia Meridional) para se referir a eles mesmos (de uma maneira que evita qualquer alusão ao estado originário e para assinalar uma identidade comum mais ampla). Também é o nome da subcultura do sudeste asiático que vivem em diáspora.

## Evolução da identidade Desi
O termo vem da palavra sânscrita deśī , que significa "habitante de um deśa (देश)" e é usado em muitas línguas do sul da Ásia com o significado de "compatriota", mesmo entre pessoas que podem ter raízes em diferentes países. Entre as pessoas originárias do subcontinente indiano e que vivem em outros países, esse termo se refere à mistura de culturas e identidades das comunidades do sul da Ásia, cruzando as fronteiras nacionais e culturais que os separavam em seus países ancestrais.  Além disso, muitos de seus ancestrais deixaram o subcontinente antes de sua partição ou alguns tiveram ancestrais de mais países do sul da Ásia e, portanto, não se relacionam com um único Estado nativo. Aqueles que agora vivem fora do Sul da Ásia se referir a qualquer coisa ou pessoa relacionada ao seu país ou cultura como desi ou deshi, por exemplo, desi pode ser um paquistanês ou um indiano ou Bangladesh, etc. A gastronomia Desi refere-se a alimentos como arroz, curry, dhal, dosa, idli, roti, chapati ou outros. As danças desi podem referir-se a danças clássicas, como bharathnatyam, luddi, kuchipudi, a danças folclóricas nos filmes ou às danças de panyab, raas, bhangra , filmi, etc.
O subcontinente indiano é diverso desde o ponto de vista linguístico e religioso. A socialização e os casamentos ocorrem com frequência em sua própria comunidade, isto é, entre a gente com a mesma religião, língua e (com frequência para os indianos e outros) casta. Mas os primeiros emigrantes de Ásia Meridional aos Estados Unidos, ao Reino Unido e a Canadá eram uma minoria pequena numa cultura muito diversa e encontraram concordâncias culturais com outros sudasiáticos (ou desis).
Seus meninos cresceram num ambiente cultural sobretudo ocidental, com influências indiana, paquistanesas e outras sudasiáticas limitadas ao lar e entre amigos da família dentro da comunidade expatriada. Este grupo compartilha muitas experiências de viver entre culturas ocidentais e sudasiáticas, incluindo o pertence a religiões minoritárias (como hinduismo, islamismo, sijismo, jainismo e budismo) pouco representadas em meios populares e pouco familiares à maioria da gente.

### India
Há alguma gente da Índia que considera que o termo desi se refere somente aos sudasiáticos originalmente deste país. Este ponto de vista apareceu para excluir os paquistaneses e aos nativos de bangladeshi. O argumento principal é que desi é uma palavra de origem sánskrito (que pertence à tradição dhármica) e, portanto, seu uso deve ser limitado à gente que pertence a este tipo de religião (opinião arraigada na amarga história do século passado). Mas o uso vernáculo da palavra para todos os sudasiáticos ainda está a crescer pela melhora das relações indo-paquistaneses, o levantamento da importância de SAARC, o aparecimento de novas gerações de desis.

## Literatura desi
A lista dos escritores desi estende-se das escrituras em estilo clássico de R. K. Narayan aos mais contemporâneos Anita Desai, Gita Mehta, Arundhati Roy, Raj Kamal Jha. Em épocas recentes, Suketu Mehta (Maximum City), Mitra Kalita (Suburban Sahibs), Monica Ali (Brick Lane) e Jhumpa Lahiri (Namesake) têm escrito sobre seus países de origem desde uma perspectiva da diáspora desi.
Salman Rushdie (Filhos da Meia-noite), Vikram Seth (A Suitable Boy) são escritores desi que têm encontrado leitores em todo mundo. Chitra Banerjee Divakaruni (Mistress of Spices) tem feito ondas. Na última década, a escritura desi tem chegado a ser atrevida, por exemplo, Arundhati Roy (O Deus das Pequenas Coisas) e agora os escritores não sentem a necessidade de explicar o uso dos termos desi que se utilizam em suas criações.

## Música
Um estilo único de música apareceu nas comunidades desi do Reino Unido. Artistas como Panjabi MC (quem tem um álbum chamado Desi) e Apache Indian têm misturado o estilo da música índia com dança bhangra, com hip-hop e reggae, utilizando uma mistura de inglês e de panyabí e têm falado com frequência sobre a experiência de ser apanhado entre duas culturas. O grupo pakistaní Junoon (dois de cujos membros cresceram nos Estados Unidos) mistura música paquistanesa tradicional, poesia sufi e rock and roll. A. R. Rahman, um dos artistas desi mais populares, mistura música clássica carnática (da Índia de sul) e hindostaní com música ocidental para produzir uma música contemporânea com quintessência desi. Também a MTV lançou MTV Desi nos Estados Unidos.

## Instituições
Enquanto o número dos desi nas universidades ocidentais aumentou, as organizações de estudantes desi converteram-se na cada vez mais comuns, organizando "diversões" e reuniões sociais e formando grupos de dança bhangra. As associações profissionais começaram-se a formar nos anos 90, incluindo a Associação dos Jornalistas Sudasiáticos ou a  Rede dos Profissionais Sudasiaticos.
A Maitri é uma organização livre, confidencial, não lucrativa baseada no área da baía de San Francisco que ajuda às mulheres desi a fazer frente a conflitos ou a crises. Têm começado um grupo de ajuda e proporcionam recentemente o assessoramento individual para as vítimas.